# Igrzyska Afrykańskie 2023
Igrzyska Afrykańskie 2023 – 13. edycja igrzysk afrykańskich, których zmagania rozgrywano w dniach 8-23 marca 2024 roku w Akrze (zmagania w niektórych dyscyplinach sportowych rozpoczęto już 4 marca). Udział w igrzyskach brało ok. 5 tys. sportowców reprezentujących 53 kraje.
Zmagania początkowo miały odbyć się w 2023 roku, jednak przyczyny marketingowe oraz opóźnienie w przygotowaniu obiektów przeznaczonych do rozgrywania zawodów sportowych w ramach igrzysk sprawiło, iż imprezę przełożono na 2024 rok. Tak jak np. na wzór Letnich Igrzysk Olimpijskich 2020 (pierwotnie planowanych na 2020 rok, ostatecznie odroczonych na 2021 rok), zachowano starą nazwę wydarzenia sportowego (ang. 2023 African Games).

## Rozgrywane dyscypliny
Sportowcy walczyli o medale igrzysk w 23 dyscyplinach:
| - Badminton (szczegóły) - Boks (szczegóły) - Hokej na trawie (szczegóły) - Judo (szczegóły) - Karate (szczegóły) - Kolarstwo (szczegóły) - Koszykówka 3×3 (szczegóły) - Krykiet (szczegóły) - Lekkoatletyka (szczegóły) - Piłka nożna (szczegóły) - Piłka ręczna (szczegóły) - Pływanie (szczegóły) - Podnoszenie ciężarów (szczegóły) - Rugby 7 (szczegóły) - Siatkówka (szczegóły) - Siatkówka plażowa (szczegóły) - Siłowanie na rękę (szczegóły) - Szachy (szczegóły) - Taekwondo (szczegóły) - Tenis stołowy (szczegóły) - Tenis ziemny (szczegóły) - Triathlon (szczegóły) - Zapasy (szczegóły) |

Pogrubioną czcionką oznaczono dyscypliny, zmagania w których decydowały o bezpośrednim awansie na letnie igrzyska olimpijskie w Paryżu.
W ramach igrzysk w Akrze rozegrano też zmagania w siedmiu pokazowych dyscyplinach:
- E-sport (szczegóły)
- Mieszane sztuki walki (szczegóły)
- Pickleball (szczegóły)
- Sambo  (szczegóły)
- Scrabble (szczegóły)
- Speed-ball (szczegóły)
- Teqball (szczegóły)

## Państwa uczestniczące
Udział w igrzyskach wzięły 53 kraje:

- Algieria
- Angola
- Benin
- Botswana
- Burkina Faso
- Burundi
- Czad
- Demokratyczna Republika Konga
- Dżibuti
- Egipt
- Erytrea
- Eswatini
- Etiopia
- Gabon
- Gambia
- Ghana
- Gwinea
- Gwinea Bissau
- Gwinea Równikowa
- Kambodża
- Kenia
- Komory
- Kongo
- Lesotho
- Liberia
- Libia
- Madagaskar
- Malawi
- Mali
- Mauretania
- Mauritius
- Maroko
- Mozambik
- Namibia
- Niger
- Nigeria
- Południowa Afryka
- Republika Środkowoafrykańska
- Rwanda
- Senegal
- Seszele
- Sierra Leone
- Somalia
- Sudan
- Sudan Południowy
- Tanzania
- Togo
- Tunezja
- Uganda
- Wybrzeże Kości Słoniowej
- Wyspy Świętego Tomasza i Książęca
- Zambia
- Zimbabwe

Udział w igrzyskach brał także reprezentant Indii Sanjaykumar Thakor, który rywalizował w zawodach w dyscyplinie krykieta i znalazł się w składzie Tanzanii. Decyzją Światowej Agencji Antydopingowej reprezentacja Angoli mogła wziąć udział w tych igrzyskach pod warunkiem, że nie będzie w ich ramach eksponować symboli narodowych, z powodu opóźnień przy wdrażaniu nowego prawa przeciwko stosowaniu dopingu przez Angolę.

## Klasyfikacja medalowa
Kolorem niebieskim oznaczono kraj organizujący igrzyska.
| Miejsce | Państwo                       | Złoto | Srebro | Brąz | Razem |
| ------- | ----------------------------- | ----- | ------ | ---- | ----- |
| 1.      | Egipt                         | 103   | 47     | 43   | 193   |
| 2.      | Nigeria                       | 47    | 34     | 40   | 121   |
| 3.      | Południowa Afryka             | 32    | 32     | 42   | 106   |
| 4.      | Algieria                      | 29    | 38     | 48   | 115   |
| 5.      | Tunezja                       | 22    | 27     | 38   | 87    |
| 6.      | Ghana                         | 19    | 29     | 21   | 69    |
| 7.      | Maroko                        | 9     | 12     | 14   | 35    |
| 8.      | Etiopia                       | 9     | 8      | 5    | 22    |
| 9.      | Mauritius                     | 9     | 5      | 11   | 25    |
| 10.     | Kenia                         | 8     | 8      | 21   | 37    |
| 11.     | Erytrea                       | 7     | 2      | 6    | 15    |
| 12.     | Senegal                       | 4     | 7      | 18   | 29    |
| 13.     | Uganda                        | 4     | 6      | 10   | 20    |
| 14.     | Zambia                        | 4     | 5      | 5    | 14    |
| 15.     | Madagaskar                    | 4     | 4      | 7    | 15    |
| 16.     | Niger                         | 4     | 1      | 6    | 11    |
| 17.     | Kamerun                       | 3     | 13     | 14   | 30    |
| 18.     | Zimbabwe                      | 3     | 4      | 4    | 11    |
| 19.     | Benin                         | 3     | 1      | 0    | 4     |
| 20.     | Demokratyczna Republika Konga | 2     | 7      | 9    | 18    |
| 21.     | Angola                        | 2     | 1      | 5    | 8     |
| 21.     | Mali                          | 2     | 1      | 5    | 8     |
| 23.     | Gambia                        | 2     | 0      | 0    | 2     |
| 24.     | Libia                         | 1     | 11     | 1    | 13    |
| 25.     | Namibia                       | 1     | 4      | 5    | 10    |
| 26.     | Burkina Faso                  | 1     | 2      | 7    | 10    |
| 27.     | Gwinea                        | 1     | 1      | 0    | 2     |
| 28.     | Sudan Południowy              | 1     | 0      | 0    | 1     |
| 29.     | Wybrzeże Kości Słoniowej      | 0     | 9      | 9    | 18    |
| 30.     | Mozambik                      | 0     | 5      | 1    | 6     |
| 31.     | Botswana                      | 0     | 3      | 10   | 13    |
| 32.     | Liberia                       | 0     | 2      | 2    | 4     |
| 33.     | Gabon                         | 0     | 1      | 3    | 4     |
| 33.     | Republika Środkowoafrykańska  | 0     | 1      | 3    | 4     |
| 33.     | Togo                          | 0     | 1      | 3    | 4     |
| 36.     | Gwinea Równikowa              | 0     | 1      | 0    | 1     |
| 36.     | Somalia                       | 0     | 1      | 0    | 1     |
| 38.     | Kongo                         | 0     | 0      | 5    | 5     |
| 39.     | Tanzania                      | 0     | 0      | 3    | 3     |
| 40.     | Czad                          | 0     | 0      | 1    | 1     |
| 40.     | Dżibuti                       | 0     | 0      | 1    | 1     |
| 40.     | Gwinea Bissau                 | 0     | 0      | 1    | 1     |
| 40.     | Lesotho                       | 0     | 0      | 1    | 1     |
| 40.     | Rwanda                        | 0     | 0      | 1    | 1     |
| Razem   | Razem                         | 336   | 334    | 429  | 1099  |

Źródło: 